# Taylor Atelian
Taylor Marie Atelian (* 27. März 1995 in Santa Barbara, Kalifornien) ist eine US-amerikanische Schauspielerin.

## Leben
Atelian hat zwei Brüder. Sie ist in Stepptanz, Ballett und Jazztanz ausgebildet und besucht die Rudenko School of Dance. Sie wirkte am Lobero Theater in zahlreichen Produktionen wie zum Beispiel Alice in Wonderland, Pinocchio und Babes in Toyland mit.

## Karriere
Atelian wurde bekannt durch ihre Rolle als Ruby, die älteste Tochter von Jim Belushi und Courtney Thorne-Smith in der ABC-Sitcom According to Jim, die in Deutschland auf Comedy Central und RTL II als Immer wieder Jim und in Österreich auf ORF eins als Jim hat immer Recht! zu sehen ist. Sie wurde in den Jahren 2002–2006 für den Young Artist Award für beste Performance in einer Fernsehserie nominiert. Sie erschien zusammen mit der Immer-wieder-Jim-Co-Darstellerin Billi Bruno im Musikvideo zu Brad Paisleys Song Celebrity. Ebenfalls erschien sie in den USA in einer Werbung für V-Chip, zusammen mit den Co-Darstellern Jim Belushi, Larry Joe Campbell und Billi Bruno. Die Werbung ist unter dem Namen A Better Community bekannt und lief auf ABC.

## Filmografie
- 2001–2009: Immer wieder Jim (According to Jim, Fernsehserie, 174 Folgen)
- 2008: Mother Goose Parade (Fernsehfilm)
- 2008: Reaper (Kurzfilm)